# جوزيف هلبرن
جوزيف هلبرن هو مهندس وعالم حاسوب كندي، ولد في 29 مايو 1953 في إسرائيل.